# Desmodium rhynchodesmum
Desmodium rhynchodesmum là một loài thực vật có hoa trong họ Đậu. Loài này được (S.F.Blake) Standl. miêu tả khoa học đầu tiên.